# Mandelkubb

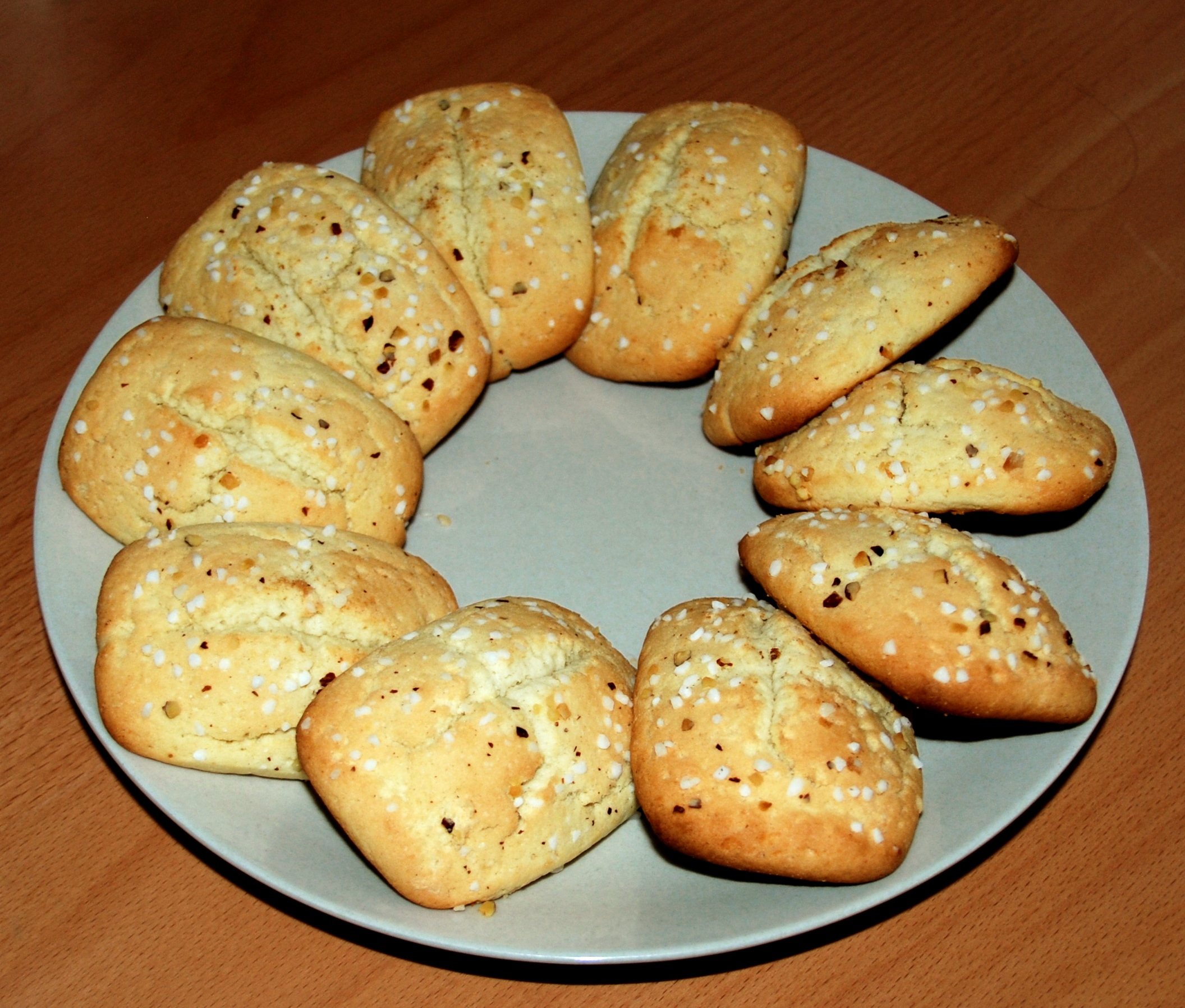
Mandelkubb upplagda på ett fat.

Mandelkubb är ett svenskt bakverk, som ibland påstås ha danskt ursprung, bestående av bland annat vetemjöl, socker, smör, ägg, hjorthornssalt, bittermandelolja. Det är bittermandeloljan som ger mandelkubben dess unika smak. Mandelkubbar garneras ofta med pärlsocker. Mandelkubbens dag firas 3 mars.